# Ješek ze Šternberka na Lukově
Ješek ze Šternberka na Lukově (též Jan, † 1412 nebo 1414) byl český šlechtic, který pocházel z moravské větve rodu Šternberků. 

## Život
Jeho otcem byl Matouš ze Šternberka. Ješek měl bratry Albrechta, který zemřel mlád a Zdeňka, se kterým sdílel svůj osud.  
První písemná zmínka pochází z roku 1368. Oba bratři (Zdeněk a Ješek) společně spravovali otcovské majetky. V roce 1373 uzavřeli dohodu o vzájemném spolku na všechen majetek, aby ten zůstal v budoucnu majetkem rodu. Zároveň došlo k rozdělení majetku, aby si každý mohl hospodařit na svém. Zdeněk tedy držel polovinu hradu Lukova a polovinu panství Holešova a něco z roztroušených statků na Kojetínsku a Zdounecku. I když došlo mezi bratry k rozporům, ty byly vždy smírně vyřešeny. V roce 1397 zdědili po svém příbuzném Petru ze Šternberka panství Količín a o rok později zdědili po Smilovi ze Šternberka a Zábřehu hrad a panství Hoštejn. Ješek se snažil svůj majetek rozšiřovat a přikupoval další vesnice v oblasti táhnoucí se od Prostějova k Hodonínu a Uherskému Brodu. V Brně držel dům a vykonával úřad brněnského komorníka. Tento úřad roku 1384 ztratil, ale již v roce 1386 převzal úřad nejvyššího komorníka v Olomouci. Za moravských markraběcích válek se přiklonil na stranu Prokopa Lucemburského a z hradu Lukova vykonával ozbrojené výpady. Došlo tak k zajímavé situaci, protože jeho bratr Zdeněk byl na straně markraběte Jošta. Ješek se účastí v bojích ekonomicky vyčerpal a přišel o značnou část svého majetku, mimo jiné i polovinu Holešova. Na další majetky vázla zástava. Kromě toho došlo mezitím i ke změnám v rodinných poměrech. Jeho bratr Zdeněk zemřel a Zdeňkův syn Albrecht ze Šternberka a Lukova si musel své zájmy prosadit silou a patrně v roce 1409 byl nucen hrad Lukov získat vojenskou silou. 
Ješek měl dvě manželky - Hyzlu a Dorotu z Puchheimu. Dále měl dva syn Matouše a Albrechta. Matouš se dal na dráhu duchovního a stal se kanovníkem olomouckým. Pokračovatelem rodu byl Albrecht. 
Ješek zemřel buď roku 1412 nebo možná v roce 1414.